# Home Rule League
Die Home Rule League (manchmal auch Home Rule Party genannt, irisch Léig an Rialtais Dúchais) war eine politische Partei in Irland von 1873 bis 1882. Sie strebte die irische Selbstverwaltung (sog. Home Rule) an und wurde 1882 in Irish Parliamentary Party umbenannt.

## Ursprung ab 1870: Home Government Association
Die Home Government Association war ein locker geführter Interessensverband, gegründet 1870 von Isaac Butt, einem Anwalt aus Dublin, der diesen Schritt mit der Irischen Republikanischen Bruderschaft abgesprochen hatte. 1873 wurde die Organisation als politische Partei umstrukturiert und in Home Rule League umbenannt.

## Von 1873 bis 1882: Home Rule League
Bei der Wahl 1874 gewann die Partei 60 Sitze im House of Commons. Obwohl die die HRL als Partei auftrat, war sie zu dieser Zeit genau genommen aber lediglich ein Zusammenschluss unabhängiger Politiker. Dies führte schließlich auch zur inneren Spaltung der Partei zwischen den gemäßigten (meist Mitglieder des Parlaments mit aristokratischem bzw. kirchlichem Hintergrund) und den radikaleren Kräften um die Belfaster Parlamentarier Joseph Biggar und Charles Stewart Parnell.
Nach dem Tod von Butt im Jahr 1879 wurde William Shaw neuer Anführer der Partei. Shaw wurde aber bereits ein Jahr später durch den neugewählten Parnell ersetzt. Parnell unterstützte, im Gegensatz zu Shaw, die Irish Land League. Bei der Wahl 1880 im gleichen Jahr gewann die Partei noch drei Sitze zusätzlich.

## Umbenennung 1882
1882 erfolgte der Schritt zur erneuten Reorganisation von einer eher losen Allianz von Politikern zu einer geeinten, streng geführten politischen Partei. In diesem Zusammenhang nannte Parnell die Partei in Irish Parliamentary Party (IPP) um. Die IPP gilt als die erste professionell organisierte Partei in der britischen Politikhistorie.

## Vorsitzende der Partei
- Isaac Butt 1873–1879
- William Shaw 1879–1880
- Charles Stewart Parnell 1880–1882